# Río Usumacinta
Le Río Usumacinta est un fleuve du Mexique méridional, tributaire du golfe du Mexique et long d'environ 560 km.

## Géographie
Il prend sa source sur les hauteurs du Guatemala, sert de frontière à l'État mexicain du Chiapas sur 310 km, et traverse les forêts tropicales du Tabasco avant de se jeter dans le golfe du Mexique.
Le fleuve forme avec le Río Grijalva et le Río Grande de Chiapas un vaste delta marécageux appelé marécages de Centla (es), qui atteint 5 200 m3 de débit. Ce delta est d'environ 50 km de large sur 70 km de long, ce qui correspond à 12,27 % de la superficie totale de l'État de Tabasco. L'Usumacinta a été divisé en haut et bas Usumacinta. Le haut Usumacinta va depuis sa source au Guatemala jusqu'à la « Boca del Cerro » en Tabasco. Le bas Usumacinta commence à cet endroit et se termine dans la ville de Centla, après avoir rejoint le fleuve Grijalva.

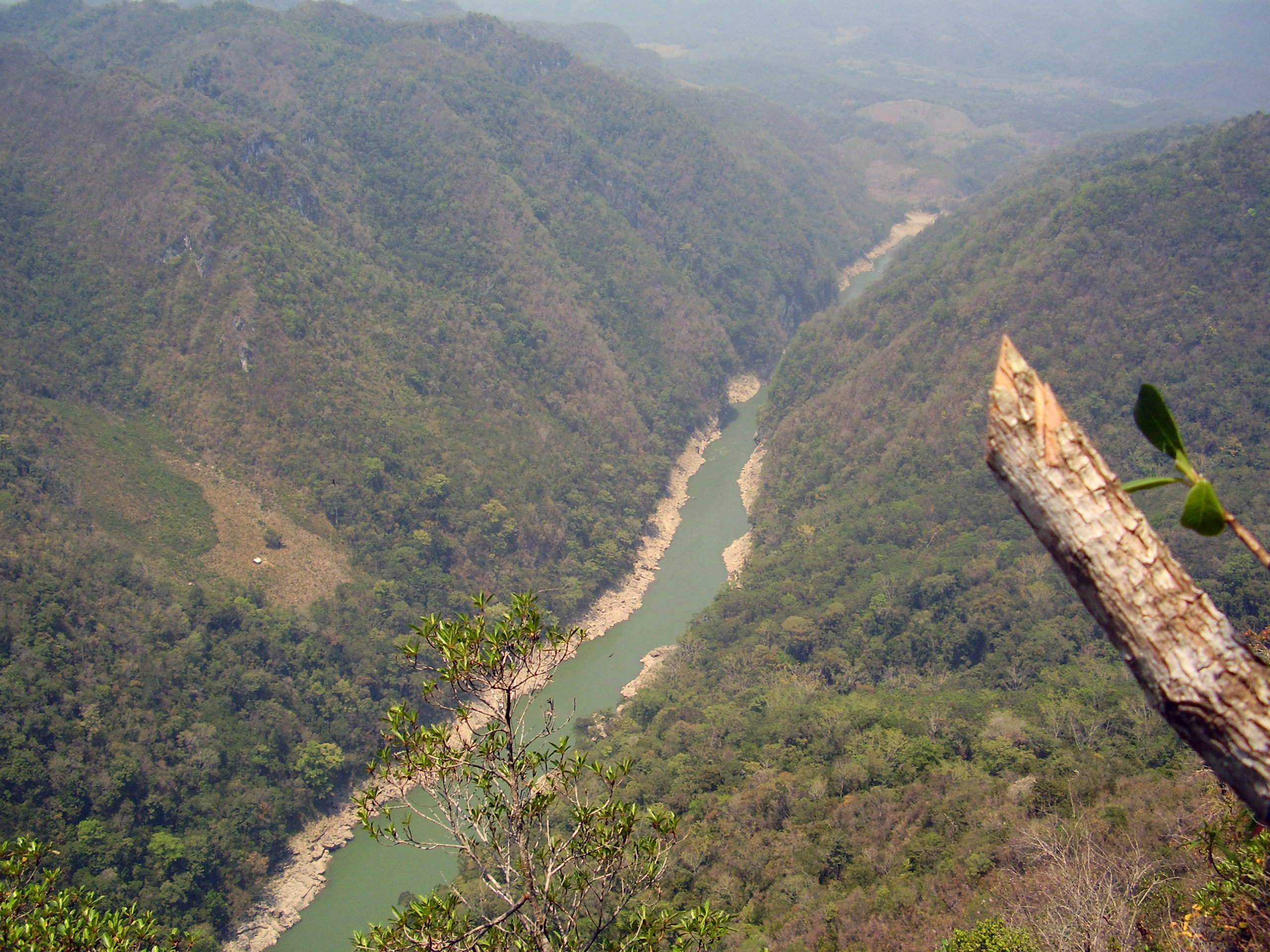
Le canyon de l'Usumacinta, réserve écologique dans le Tabasco.

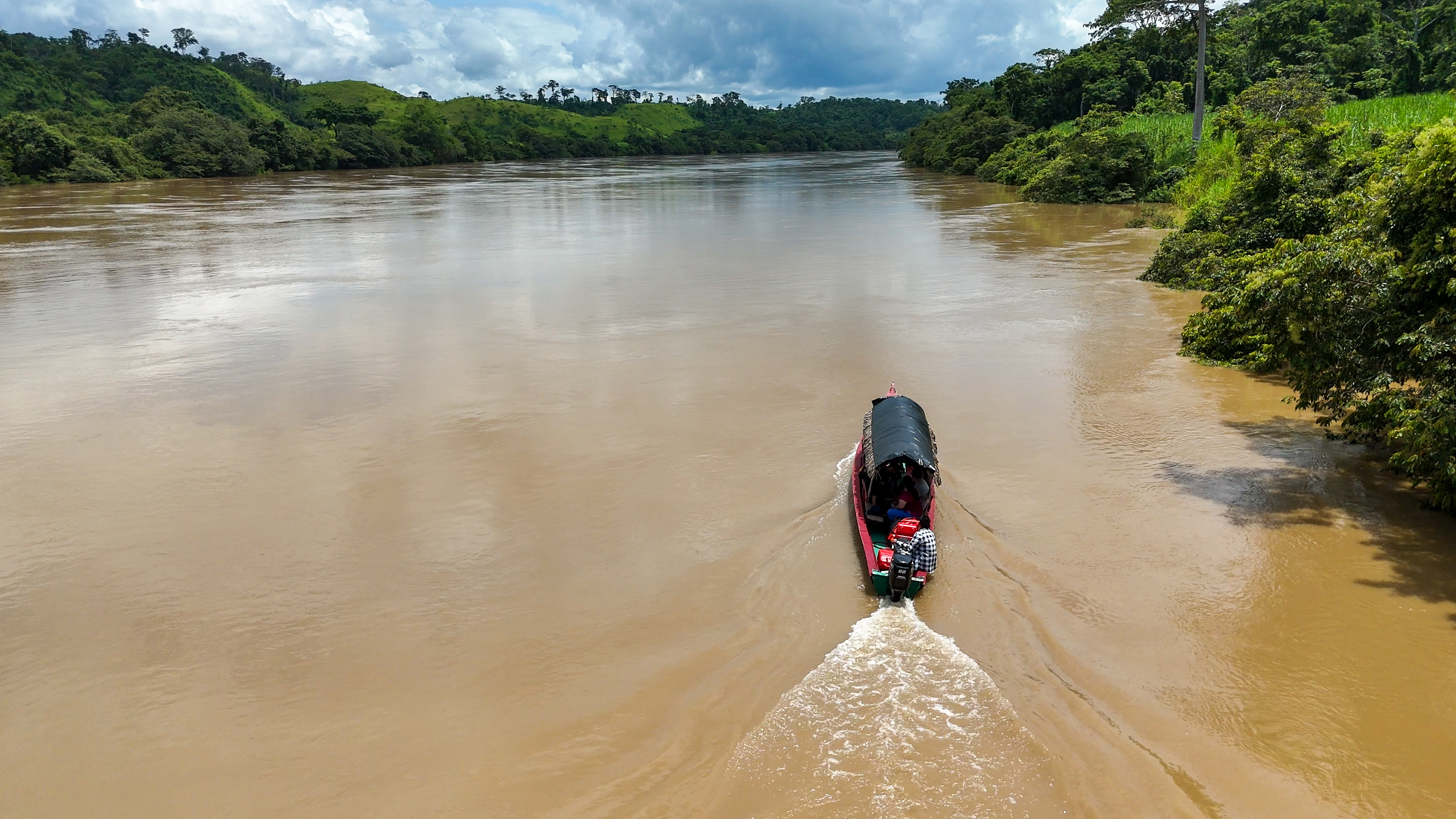
Un bateau à moteur naviguant sur la rivière Usumacinta, à la frontière entre le Mexique et le Guatemala.